# 柳瀬若菜
柳瀬 わかな（やなせ わかな、1980年3月5日 - ）は、日本のフリーアナウンサー。

## 経歴
愛媛県松山市出身。身長は152.9cm。愛媛県立松山東高等学校、立教大学経済学部経営学科卒業後、2002年にNHK松山放送局にキャスターとして入局。NHK退局後はスペインに単身留学していた。テレビ朝日アスク1期生で大学在学中からBS朝日およびテレ朝チャンネルなどの番組に出演していた。スペインから帰国後も、局アナ復帰するまではBS朝日「News Access」のキャスターなどを務めていた。
- NHK松山放送局キャスター（2002年4月 - ／スペインへ留学）
- 青森朝日放送（2005年6月 - 2006年3月　派遣契約満了）
- 愛媛朝日テレビ（2006年4月 - 2007年9月　移籍）
- 東北放送（2007年10月 - 2010年9月　契約満了）
- 青森放送（2011年4月 - 2012年9月 → 産休）

2012年10月から、妊娠に伴う体調不良のため、出産まで完全に仕事を休業する事になった（青森放送の本人の最新のつぶやき欄にて正式に発表）。出産後（2013年）の秋から青森放送に復帰予定だったが、夫が静岡県に転勤を命じられ職場復帰を断念。その後家族そろって引越し、同年11月よりフリーアナウンサーとして静岡放送のテレビリポーターとして出演開始。夕方の情報番組で食レポを担当するほか、朝の情報番組には防災士としても出演していた。
2015年10月から、夫が青森県に再び転勤を命じられ家族そろって引越し、同月よりフリーアナウンサーとして活動開始。

### 資格
(以下、本人のブログ より)
- 2014年：整理収納アドバイザー１級　取得[5]
- 2015年
  - 2月：日本災害情報学会 の正会員となる[6]。
  - 4月：ルームスタイリスト１級　取得[7]
  - 6月：防犯設備士 資格　取得[8]、ハウスキーピング協会認定の 整理収納アドバイザー２級認定講師 となる[9]

## 出演番組
- Catch Up marimari＋（秋田テレビ 毎週金曜 9:50 - ）
- Gozzo!!（エフエム秋田 毎週金曜 正午 - ）
- 秋田県からのお知らせ（エフエム秋田 毎週金曜 7:50 - ）
- GO!GO!らじ丸（以下、青森放送不定期）木曜日「八ちゃんのWA-HO!」の「WA-HOコメンテーター」として不定期出演。
- エネルギー関連番組(ラジオ/テレビ 日本原燃)
- 『イブアイしずおか』リポーター（以下、静岡テレビ2013年11月 - 2015年9月）
- 『Soleいいね!』リポーター、および、スタジオ出演（2014年4月 - 2015年9月）
- 『BUZZ』ナビゲーター（2014年4月 - 2015年3月）
- 『もっと!そこ知り(静岡県広報課)』ナビゲーター（2014年7月 - 2015年3月）

ラジオ
- 『愉快!痛快!阿藤快』アシスタント（2015年3月7日、代打出演[10]）

### 青森放送在籍時
テレビ
- 月曜情報便（2012年4月2日 - ）
- 土曜情報便（2012年4月7日 - ）
- 東奥日報ニュース
- 活彩あおもり
- 青森市政だより
- 八戸タウンナビ　　他

ラジオ
- 東奥日報ニュース
- サタデー夢ラジオ（2011年4月2日 - 2012年9月29日[11]、番組終了）
- RABニュースレーダー
- JFマリンバンク海の天気予報
- 海の気象ニュース
- RABミュージックCube（不定期）　他

その他の出演番組
- 第19回青森県民駅伝競走大会（スタジオMC）
- きんこれ（リポーター）

### 東北放送在籍時
テレビ
- ウォッチン!みやぎ（MC、2008年4月 - 2009年3月）
- こちらTBCです（不定期）
- BIZナビ宮城（ナレーション担当、毎週水曜22:54 - ）

ラジオ
- ロジャー大葉のラジオな気分（2008年4月 - ）木曜ラジオカー担当
- ･･･Love Music（2008年4月 - 9月）
- サンデーブランチミュージック（2008年10月 - 2009年9月）
- ワカナの だって夜が好きだから（2009年10月 - 2010年4月3日 、土曜夜 21:00 - ）
- 沸点ギリギリ!あっつあつ☆らじお（2010年4月 - 9月、毎週土曜 15:00 - 19:00）
- みんなの共済 県民共済
- 本郷孔洋の「ビジネスの眼」（2009年10月 - 2010年9月、毎週月曜 18:10 - ）
- ランチボックス-L（2009年10月 - 2010年9月、12:00 - 13:00 ワンマンコントロール生放送、木金担当）

### 愛媛朝日テレビ在籍時
- eatニュースBOX（月 - 金曜：18:17 - 18:55）
- eatニュース
- Love Chu!Chu!（金曜24:51 - 25:24）
- 高校野球スタンドリポーター
- 30人31脚リポーター
- ぐるりん瀬戸内（ - 2007年3月）

### 青森朝日放送在籍時
- スーパーJチャンネルABA Friday
- ABAニュース（平日昼）
- KHB TVイーハトーブ 土曜のてっぺん
- KHB 週刊ことばマガジン
- ABC 朝だ!生です旅サラダ
- 30人31脚リポーター
- 下田武史の「ABAの地下倉庫」（2代目パートナー、インターネットラジオ）

青森テレビ（2010年11月 - 2011年3月／フリー）
- おしゃべりハウス「情報らんど」リポーター（イオンモールつがる柏からの不定期中継）